# 1259 (szám)
Az 1259 (római számmal: MCCLIX) az 1258 és 1260 között található természetes szám.

## A szám a matematikában
A tízes számrendszerbeli 1259-es a kettes számrendszerben 10011101011, a nyolcas számrendszerben 2353, a tizenhatos számrendszerben 4EB alakban írható fel.
Az 1259 páratlan szám, prímszám. Kanonikus alakja 12591, normálalakban az 1,259 · 103 szorzattal írható fel. Két osztója van a természetes számok halmazán, ezek növekvő sorrendben: 1 és 1259.
Erősen kotóciens szám.
Az 1259 huszonegy szám valódiosztó-összegeként áll elő, ezek közül a legkisebb is nagyobb 10 000-nél.

## Csillagászat
- 1259 Ógyalla kisbolygó